# Smelowskia sophiifolia
Smelowskia sophiifolia là một loài thực vật có hoa trong họ Cải. Loài này được (Cham. & Schltdl.) Al-Shehbaz & Warwick mô tả khoa học đầu tiên năm 2006.